# 織田信賢
織田 信賢（おだ のぶかた）は、戦国時代の武将。通称は兵衛、左兵衛。官位は伊勢守。尾張国岩倉城主。

## 略歴
尾張上四郡守護代「織田伊勢守家」（岩倉織田氏）の織田信安の嫡男として誕生。母は織田信定の娘・秋悦院か?。 
父・信安が信賢の弟・信家を寵愛し跡継ぎに定めようとしたため、居城岩倉城から父と弟を追放し新城主となった。末森城主・織田信行、美濃国の斎藤義龍らと結んで、敵対関係にあった清洲三奉行の一家「織田弾正忠家」出身の織田信長に対抗するが、永禄元年（1558年）、浮野の戦いで信長に敗れ、翌永禄2年（1559年）、居城岩倉城も包囲される。数ヶ月の篭城戦ののちに信賢は降伏し、追放処分となった。
その後の行方は不明だが、前野家文書『武功夜話』には、前野小兵衛の助けあって信賢美濃国に落ちゆくとあり、このときに自刃したもしくは旧臣の山内一豊に土佐国に招かれ、200石を給したという説があり、山内家墓所の日輪山真如寺に信賢の墓がある。